# 부정논리합

의 벤 다이어그램.
(nor는 빨간 부분)

부정논리합(否定論理合)은 주어진 복수의 명제가 모두 거짓인지 보는 논리 연산이다. NOR라고도 한다.

## 특징
일반적으로 NOR는 다음과 같이 정의된다.
A NOR B = NOT (A OR B)

### 진리표
| 명제 P | 명제 Q | P NOR Q |
| ------ | ------ | ------- |
| 참     | 참     | 거짓    |
| 참     | 거짓   | 거짓    |
| 거짓   | 참     | 거짓    |
| 거짓   | 거짓   | 참      |

### 응용
일반적으로 논리 연산은 논리곱(AND), 논리합(OR), 부정(NOT)의 구성으로 표현 가능하다. 하지만, NOR만으로도 모든 논리 연산을 표현할 수 있다. AND, OR, NOT 역시 NOR로 표현할 수 있기 때문이다.
- NOT A = A NOR A
- A AND B = ( NOT A )  NOR ( NOT B ) = ( A NOR A ) NOR ( B NOR B )
- A OR B = NOT ( A NOR B ) = ( A NOR B ) NOR ( A NOR B )

## 같이 보기
- 부정논리곱
- 논리합
- 진리값
- 진리표
- 불 대수
- 벤 다이어그램